# Joey Belladonna
Joey Belladonna (egentligen Joseph Bellardini), född den 13 oktober 1960 i Oswego, New York, är en amerikansk heavy metal-sångare och trummis. Han är mest känd som sångare i Anthrax, först från 1984-1992 och i en andra period 2005-2007. Sedan 2010 är han åter gruppens vokalist. Belladonna är en del av den klassiska sättningen av Anthrax som förutom honom även bestod av gitarristerna Dan Spitz och Scott Ian, trummisen Charlie Benante och basisten Frank Bello. Denna sättning är den som medverkar i bandet idag fast med Jonathan Donais som ersatt Dan Spitz. Belladonna har medverkat på sex Anthrax-album och flera EP. Under Belladonnas medverkan i bandet har de blivit nominerade till tre Grammys, och han har även blivit nominerad som bästa metalsångare två år i rad av tidskriften Metal Forces. Sedan återkomsten 2010 har han medverkat på fullängdsalbumen Worship Music och For All Kings. 
När han slutade i Anthrax sjöng han i soloprojektet Belladonna. Han är den enda kvarvarande ursprungliga medlemmen där. Han har släppt tre album tillsammans med Belladonna och arbetar på ett till.